# Malcolm Dunkley
Malcolm Dunkley (Wolverhampton, 12 luglio 1961 – 24 settembre 2005) è stato un calciatore inglese, di ruolo attaccante.

## Carriera
Inizia la carriera con i Bromsgrove Rovers, con cui nella stagione 1986-1987 conquista un secondo posto in classifica nella Southern Football League (sesta divisione inglese); gioca a livello semiprofessionistico anche nell'annata successiva, in cui mette a segno 9 reti in 21 presenze in Conference League (quinta divisione) con gli Stafford Rangers per poi a stagione in corso trasferirsi in Finlandia al RoPS per giocare da professionista nella prima divisione locale: qui nel 1988 conquista un terzo posto in campionato (con annessa qualificazione alla successiva edizione della Coppa UEFA), piazzamento a cui contribuisce con 9 reti segnate in 24 partite giocate; in aggiunta gioca entrambe le partite della doppia sfida dei quarti di finale di Coppa delle Coppe persi con un punteggio aggregato di 4-0 contro i francesi dell'Olympique Marsiglia.
Terminata questa esperienza fa brevemente ritorno in patria, segnato 4 reti in 11 presenze nella quarta divisione inglese con la maglia del Lincoln City nei mesi compresi tra la fine del campionato finlandese del 1988 e l'inizio di quello del 1989 (nel Paese scandinavo infatti il torneo seguiva l'anno solare); torna poi al RoPS, con cui rimane per due anni (conquistando anche un ulteriore terzo posto in campionato nel 1989), segnando altre 11 reti in 51 presenze nella prima divisione finlandese e giocando in tutto ulteriori 6 partite nelle competizioni UEFA per club (4 nella Coppa UEFA 1988-1989 e 2 nella Coppa UEFA 1989-1990).
Prosegue poi la sua carriera in terra finlandese giocando nella seconda divisione locale fino al 1994, anno del suo ritiro.
É morto a causa di un infarto all'età di 44 anni, nel 2005.